# Olympus C-860L
De Olympus C-860L was een digitale fotocamera van Olympus Corporation, die in januari 2000 op de markt kwam als opvolger van de C-830L. De camera beschikt over een CCD van 1,3 miljoen megapixels en een 5,5mm-objectief met een vaste diafragmawaarde van 2.8.
Het toestel werd geleverd met Olympus' eigen Camedia fotobeheersoftware. In Japan kwam het toestel op de markt als Olympus CAMEDIA D-360L.